# Cole Porter
Cole Albert Porter (9. juni 1891 i Peru, Indiana – 15. oktober 1964 i Santa Monica, Los Angeles, Californien) var en amerikansk komponist.
Porter var en af de mest berømte komponister i musicalens historie. Blandt hans musicals er Gay Divorce (filmatiseret med titlen Continental 1934)
og Kiss Me, Kate (1948, filmatiseret 1953).
Han skrev en del melodier direkte til film, f eks Be a Clown til Gene Kelly-filmen Piraten og Farewell, Amanda til George Cukors Adam's Rib.
Cole Porters liv skildres i Michael Curtiz Night and Day fra 1946, hvor han spilles af Cary Grant (Porter selv hadede film), og i Irwin Winklers De-Lovely, fra 2004, hvor Kevin Kline spiller rollen som Porter.

## Fremmedlegionen
Cole Porters første Broadway-musical, America First, blev en fiasko, hvorefter han i 1916 sluttede sig til Fremmedlegionen, hvor han gjorde tjeneste i Nordafrika inden han fik officersbestalling og overførtes til Fontainebleau, hvor han underviste amerikanske tropper i artilleriteknik.

## Notable sange
| - (1916) See America First - (1919) Hitchy-Koo of 1919 – "Old-Fashioned Garden" - (1928) Paris – "Let's Do It, Let's Fall in Love" - (1929) Wake Up and Dream – "What Is This Thing Called Love?" - (1929) Fifty Million Frenchmen – "You Do Something to Me" - (1930) The New Yorkers – "Love for Sale", "I Happen to Like New York", "Where Have You Been?" - (1932) Gay Divorce – "After You, Who?", "Night and Day" (adapted as The Gay Divorcee, 1934) - (1933) Nymph Errant – "Experiment", "The Physician", "It's Bad for Me" - (1934) Hi Diddle Diddle (revue) — "Miss Otis Regrets" - (1934) Anything Goes – "All Through the Night", "Anything Goes", "I Get a Kick Out of You", "You're the Top" - (1934) Adios Argentina (uproduceret film) – "Don't Fence Me In" - (1935) Jubilee – "Begin the Beguine", "Just One of Those Things" - (1936) Red, Hot and Blue – "Down in the Depths (on the Ninetieth Floor)", "Ridin' High", "It's De-Lovely" - (1936) Born to Dance (film) – "You'd Be So Easy to Love", "I've Got You Under My Skin" - (1937) Rosalie (film) – "In the Still of the Night" - (1937) You Never Know – "At Long Last Love", "From Alpha to Omega", "Let's Misbehave" - (1938) Leave It to Me! – "From Now On", "Get Out of Town", "My Heart Belongs to Daddy" - (1939) Broadway Melody of 1940 (film) – "Between You and Me", "I Concentrate on You", "I've Got My Eyes on You", "I Happen to Be in Love", "Begin the Beguine" - (1939) DuBarry Was a Lady – "But in the Morning No", "Do I Love You?", "Well, Did You Evah!", "Friendship" | - (1940) Panama Hattie – "I've Still Got My Health", "Let's Be Buddies" - (1941) You'll Never Get Rich (film) – "Dream Dancing", "So Near and Yet So Far" - (1941) Let's Face It! – "I Hate You, Darling", "Ace in the Hole" - (1942) Something for the Boys – "Could It Be You" - (1942) Something to Shout About – "You'd Be So Nice to Come Home To" - (1943) Mexican Hayride – "I Love You" - (1944) Seven Lively Arts – "Ev'ry Time We Say Goodbye" - (1946) Around the World – "Look What I Found" - (1947) The Pirate (film) – "Be a Clown", "Mack the Black", "You Can Do No Wrong" - (1948) Kiss Me, Kate – "Always True to You in My Fashion", "Another Op'nin', Another Show", "Brush Up Your Shakespeare", "I Hate Men", "Why Can't You Behave?", "So in Love", "Tom, Dick or Harry", "Too Darn Hot", "Wunderbar" - (1950) Out of This World – "From This Moment On", "I Am Loved" - (1950) Stage Fright (film) – "The Laziest Gal in Town" - (1953) Can-Can – "I Am in Love", "I Love Paris", "C'est Magnifique", "It's All Right With Me" - (1954) Silk Stockings – "All of You", "Paris Loves Lovers" - (1955) High Society (film) – "Mind if I Make Love to You?", "True Love", "Who Wants to Be a Millionaire?", "You're Sensational" - (1956) Les Girls (film) – "Ça, C'est L'amour", "You're Just Too, Too" - (1958) Aladdin (tv) – "Come to the Supermarket (In Old Peking)" |

## Eksterne links
- Wikimedia Commons har flere filer relateret til Cole Porter
- The Cole Porter Resource Site
- The Cole Porter Reference Guide